# Robert Pouille
Robert Pouille, né le 5 septembre 1900 à Armentières et mort le 22 octobre 1989 à La Chapelle-d'Armentières, est un résistant et homme politique français.

## Biographie
Ingénieur formé à l'École nationale supérieure d'arts et métiers, il fait toute sa carrière dans l'entreprise de mécanique fondée par son grand-père, Pouille Frères. Il débute en politique comme conseiller municipal du Parti démocrate populaire en 1935. Durant l'invasion allemande de 1940, alors qu'il tente de transférer la production de la société familiale en Charente, l'un de ses jeunes fils est tué par balle, l'obligeant à abandonner le projet.
La famille fait le choix de la Résistance fin 1940. En 1943 il entre au comité directeur du réseau Voix du Nord. Il est arrêté en décembre de cette année-là, incarcéré à la prison de Loos et condamné aux travaux forcés. En juin 1944, il est déporté avec d'autres prisonniers, notamment à Buchenwald. Il est rapatrié peu avant la capitulation allemande en mai 1945.
En octobre 1945, candidat sur la liste MRP à l'élection de la Ire Assemblée nationale constituante, il accède à un siège de député dans la deuxième circonscription du Nord aux côtés de Maurice Schumann, autre résistant. Robert Pouille ne siègera que pour un seul mandat, préférant se consacrer à son entreprise.
Nommé chevalier de la Légion d'honneur, titulaire de la croix de guerre 1939-1945, de la médaille de la Liberté et de la médaille de la Résistance, il est le père de Brigitte Bout, sénatrice du Pas-de-Calais de 2002 à 2011.

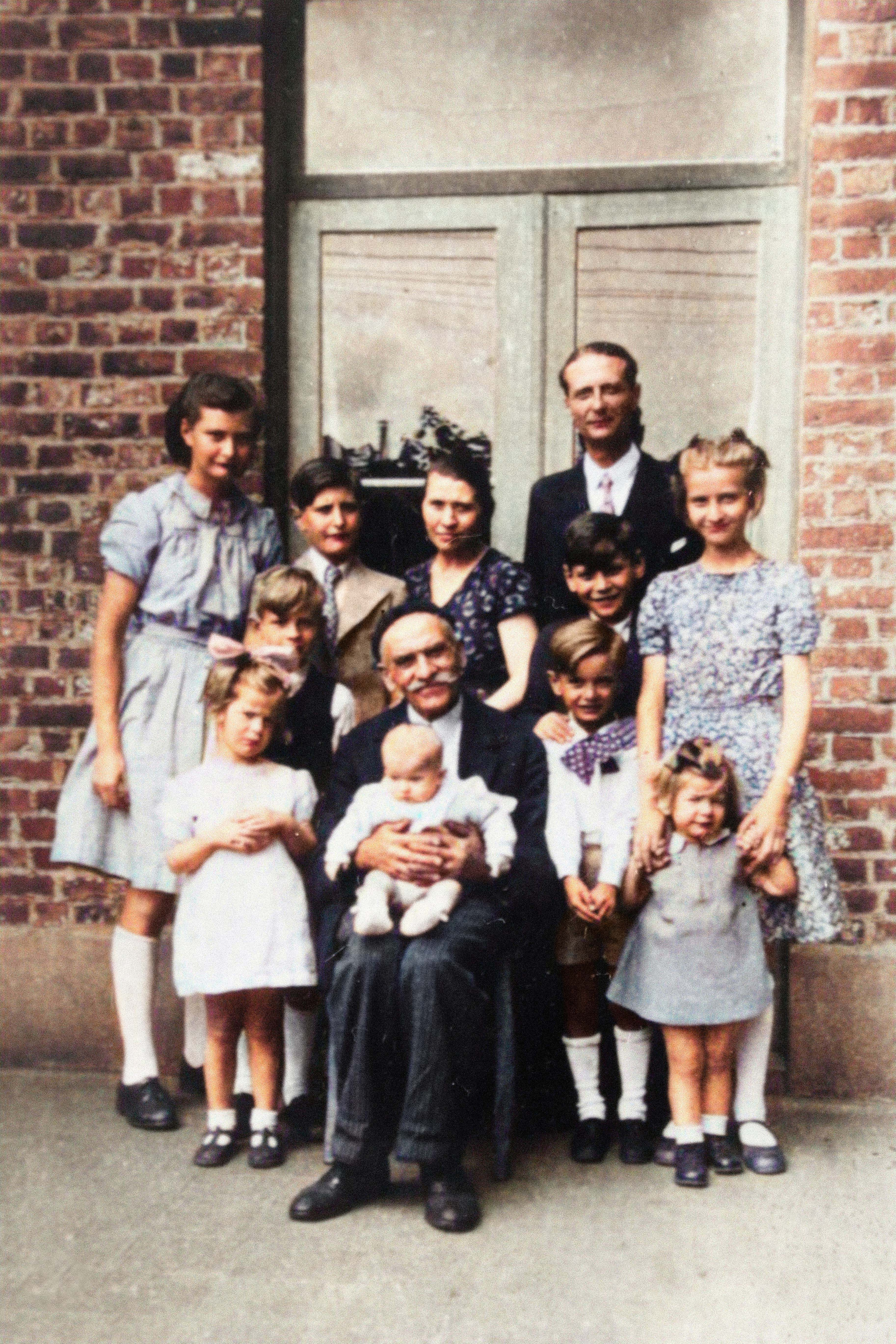
Robert Pouille et sa famille, vers 1940.Reproduction effectuée par Gaëtan Lamarque. Colorisation réalisée par Germain Aguesse dans le cadre du documentaire "39-45 : Elles n'ont rien oublié"

## Distinctions
- Chevalier de la Légion d'honneur
- Croix de guerre 1939–1945
- Médaille de la Liberté (U.S. : Medal of Freedom)